# Церковь Святого Варфоломея (Льеж)
Коллегиальная церковь Святого Варфоломея в Льеже (фр. Collégiale Saint-Barthélemy de Liège) — одна из семи коллегиальных церквей города. Входит в число старейших церквей Бельгии.

## Расположение
Церковь находится на площади Святого Варфоломея в Льеже. Здесь проходит путь Святого Иакова, что отмечают бронзовые ракушки, инкрустированные в камни мостовой.

## История и архитектура
Церковь Святого Варфоломея была основана в начале XI века и освящена в 1015 году. Строительство завершилось во второй половине XII века.
Здание представляет собой строение из песчаника в германо-романском стиле (маасская школа). С западной стороны церковь имеет две башни, значительно реконструированные в 1876 году. В XVIII веке в здание были добавлены элементы французского барокко, позже — неоклассики. Также были пристроены два придела.
В 2000—2006 годах проводилась серьёзная реставрация. В результате работ было заменено около 10 тысяч камней; стены и башни приведены к виду, близкому к оригинальному.

## Достопримечательности

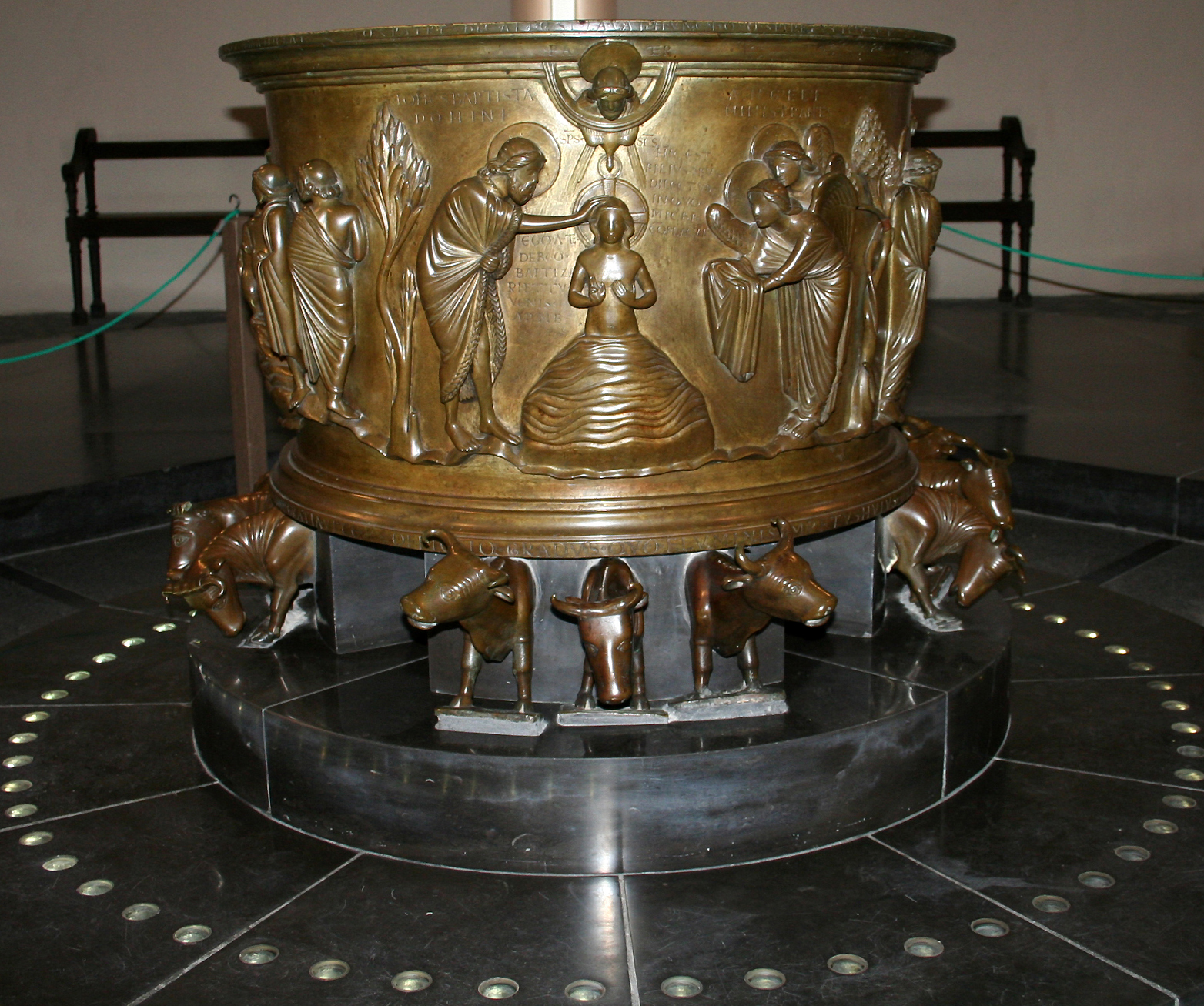
Купель Ренье де Юи

Сегодня в церкви находится большое количество произведений искусства. Среди них особое место занимает латунная крестильная купель с библейскими сюжетами, шедевр маасской школы, приписываемая Ренье де Юи (1107—18 гг.).